# 海螺疱疹病毒属
海螺疱疹病毒属（學名：Aurivirus）是皰疹病毒目軟體動物皰疹病毒科的一個屬，為該科的兩個屬之一，以鮑魚為宿主。本屬僅有一種病毒，即海螺疱疹病毒1型（Haliotid herpesvirus 1），又稱鲍鱼疱疹病毒（abalone herpesvirus, AbHV-1），可造成急性神經節神經炎（acute ganglioneuritis）。

## 病毒學
鲍鱼疱疹病毒外型呈二十面體，直徑約為100奈米（包括外層醣蛋白則為150奈米），具有外膜，基因組為不分段的線型雙股DNA，長約212kb。

## 發現
2003年，臺灣曾發生養殖九孔大規模死亡，有學者發現可能是疱疹病毒感染神經節所致，且序列分析顯示其與感染牡蠣的牡蠣皰疹病毒親緣關係接近。2005年，澳洲的養殖鮑魚爆發了急性神經節神經炎（acute ganglioneuritis）疫情，也在神經節分離出了皰疹病毒。2010年，Savin等人將鲍鱼疱疹病毒發表為軟體動物皰疹病毒科的一個新屬，名稱為Haliotivirus。